# صنوبر

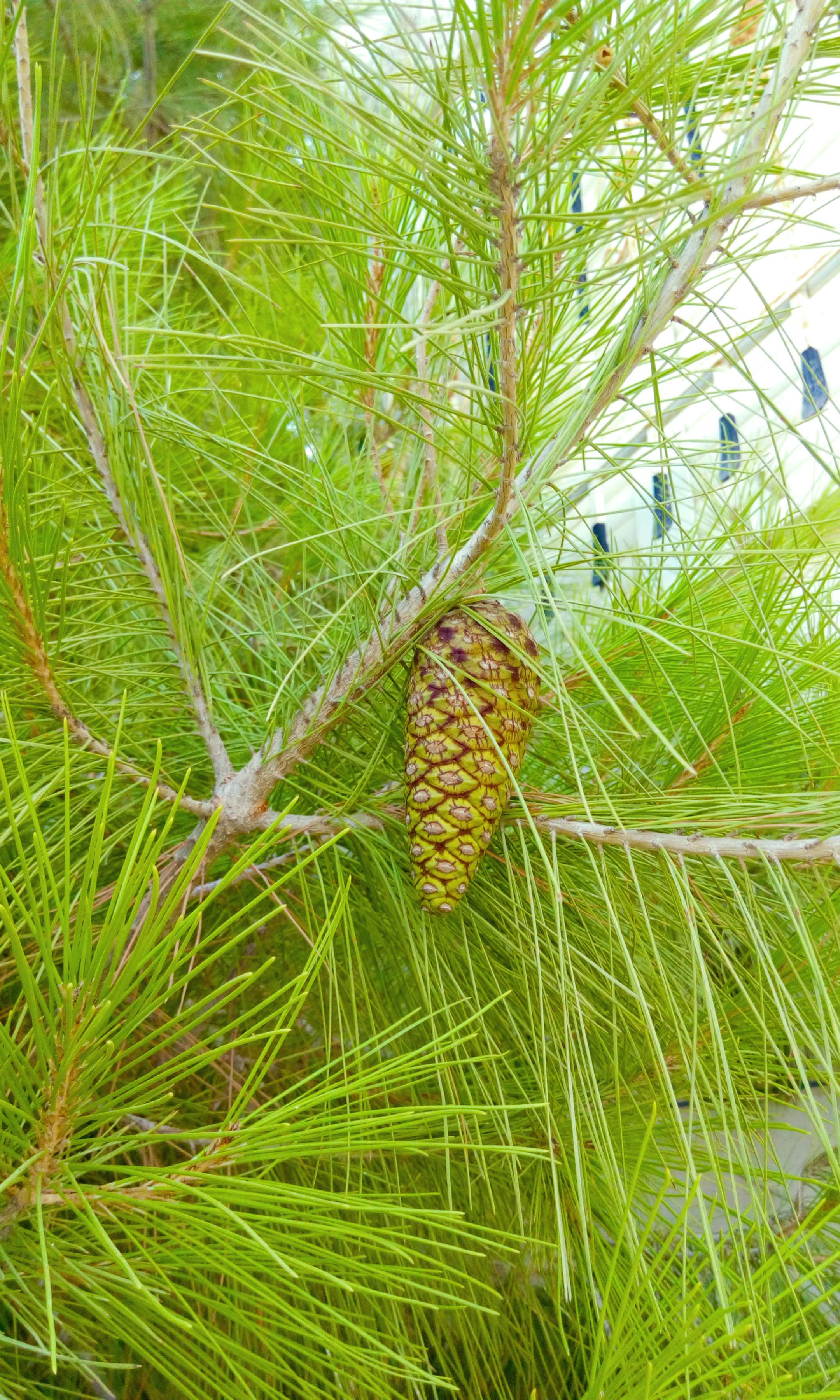
مخروط صنوبر حلبي في مدينة الخليل، فلسطين

الصَّنَوْبَر هو جنس من الأشجار من الفصيلة الصنوبرية.
من أهم أنواع الأخشاب حيث تبرز أهميته في استخدامه ضمن العديد من الصناعات كالأثاث والآلات الموسيقية وغيرها وتتميز الأدوات المطبخية المصنوعة من الصنوبر بمقاومتها الشديدة للجراثيم ولا غنى عن ذكر أهمية الصنوبر في العطورات عند استخلاص زيته.

## التوزيع الجغرافي

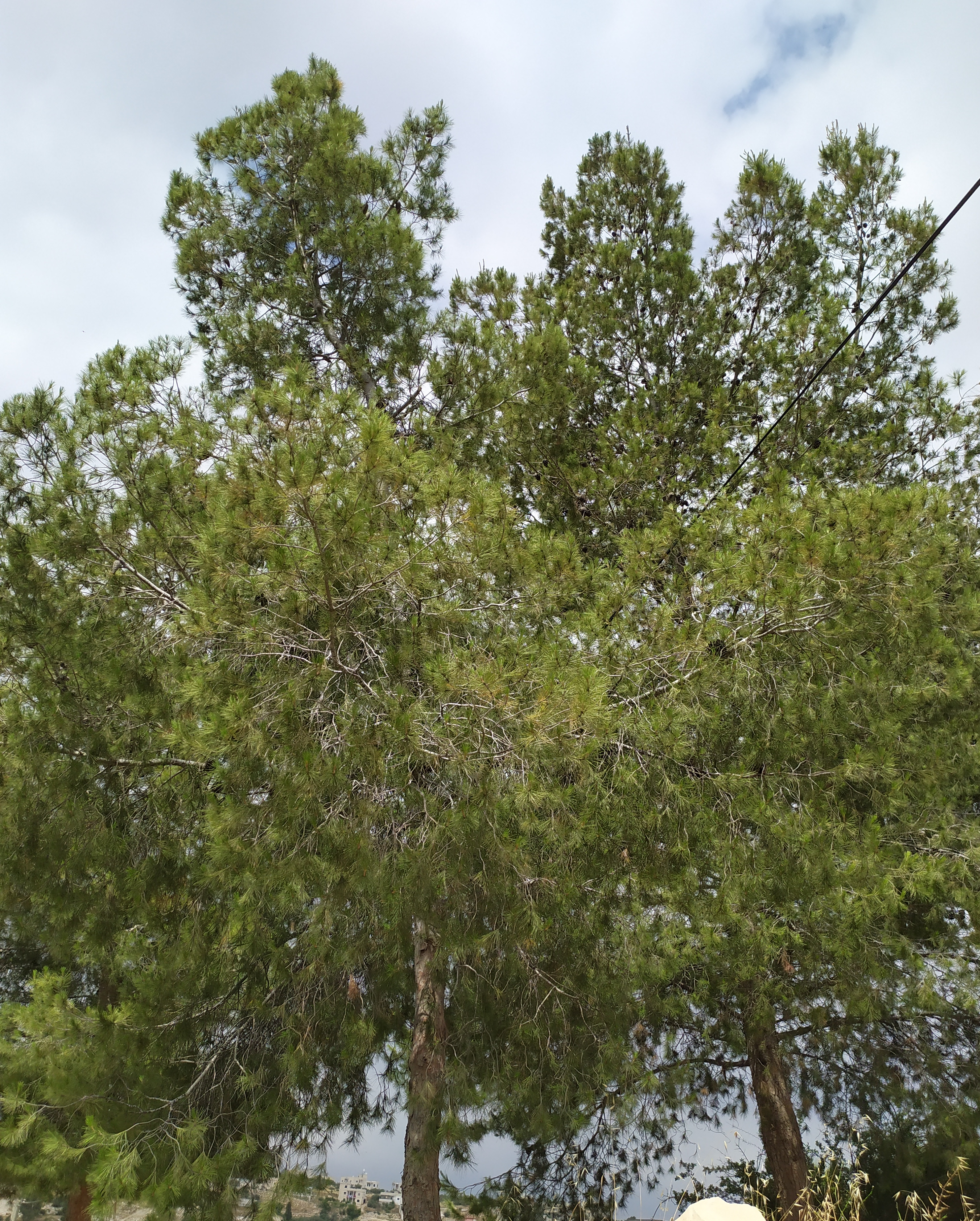
أشجار الصنوبر الجبلي،فلسطين

ينتشر الصنوبر في المناطق الباردة والمعتدلة. في الوطن العربي توجد أنواع من الصنوبر وهو موجود في جبال بلاد الشام، فهو يوجد في مناطق جبل لبنان (المتن وكسروان والشوف وعاليه) وفي سوريا في جبال اللاذقية وجبل حلب وفي مناطق الغابات السورية ويوجد في شمال ووسط فلسطين والأردن. وفي المغرب العربي يوجد في الغابات شمال غرب تونس وفي جبال الجزائر والريف المغربي، ويوجد في المناطق المجاورة لمدينة البيضاء والجبل الأخضر في ليبيا.

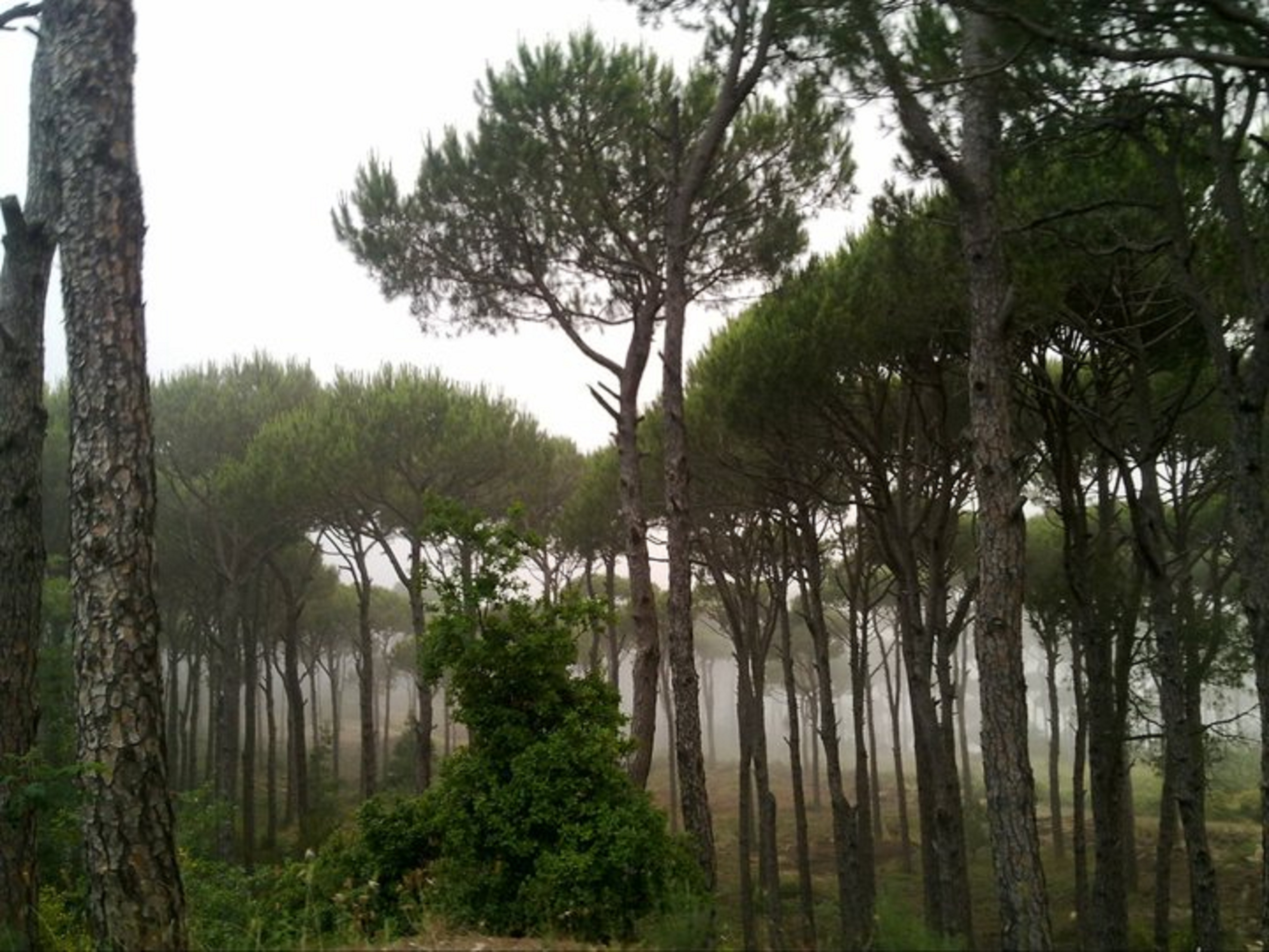
حرش صنوبر ثمري في رأس المتن

## الوصف النباتي
الصنوبر الثمري شجرة يبلغ ارتفاعها / 30/ م تعيش حتى / 150/ سنة وأحيانا حتى /250/ سنة التاج شكله كروي عند الأشجار الفتية ثم يصبح منبسطا على شكل مظلة عند الأشجار الناضجة، القشرة مشققة حرشفية، البراعم اسطوانية تجتمع كل ورقتان في غمد واحد الأزهار صفراء مرصعة بالبني أحادية المسكن، المخاريط الثمرية كبيرة الحجم يصل طولها من / 8- 15 / سم تنضج المخاريط خلال ثلاث سنوات ويتم جمعها في نهاية الصيف وخلال الخريف.
شجرة الصنوبر شكل منتصب يصل ارتفاعها15- 40 مترا، لها جذع مفرد شديد النحافة وكثير التفرع وقد يصبح قويا وملتويا، وتمتد أغصانه بشكل أفقي تقريبا، أما أوراقها فانها تكون في البداية شكل هرم تام تقريباً ثم يصبح فيما بعد مستديرا ومسطحاً، ويظهر لون الأوراق في مجموعها لون مدهام ضارب إلى السواد، ويكون شكل الأوراق البرية ويتراوح طولها من8-15 سم، 
وهي قاسية غير ملتوية ولا مكتفه. وهي شجرة أحادية المسكن، تزهر وتتفتح بفصل الربيع..
أما لونها فهو أخضر قاتم، وتجتمع كل ورقتين اثنتين منها بالفرع الرئيسي ويكون ترتيبها على الأغصان غير منتظم فبعضها تكون عمودية وأحيانا مائلة وأخرى تكون بزاوية حاده نحو الخارج أو نحو أسفل الغصن تبعا لأعمارها..
ومخاريط الصنوبر مميزة إذ تتجمع مثنى مثنى أو رباع رباع، ويبلغ طول كل مخروط بين 4-8 سم وتترتب بشكل متناظر على جانبي الغصن الذي تتعامد معه. وتكون المخاريط اما بيضوية أو مخروطيه الشكل مؤنقة ذات لون أسمر خفيف أو أسمر مصفر. وتنضج هذه المخاريط في خريف العام الثاني بعد الإلقاح ولا تسقط مخاريط الصنوبر هذه على الأرض الا في هذا الوقت تكون الحراشف قد تفتحت أيضا..²الصنوبر المثمر:-
يكثر زراعة هذا النوع في مختلف الهضاب وتهام البحر المتوسط من فلسطين ولبنان إلى إيطاليا والأندلس. ويكون جذعها قائما يصل من20-35 مترا، وقشورها متراصة الطبقات وأغصانها غليظة فارشه تتميز قمتها بشكلها المظلي وبراعمها اسطوانية، حراشفها ناشزة، أوراقها ابريه تجتمع كل ورقتين في غمد واحد وقلما تجتمع ثلاثة، ويتراوح طول هذه الاوراق من6-10سم..
وتكون ثمارها بيضوية الشكل مقطوعه القاعدة تكسوها الحراشف السميكة وبذورها كبيرة مستطيلة ومغطاة بجدار سميك يصعب كسره كما تستعمل في طعام الإنسان وصنع الحلويات..
الصنوبر كي تصل إلى مرحلة الإنتاج الأولى إلى ما بين 17 و25 سنة، ثم يتزايد إنتاجها بحسب موقعها ونوعية التربة ونموها مع الزمن.
ويستخدم الصنوبر في إعداد أصناف من أطباق المقبلات والحلوى في لبنان والعديد من الدول الأخرى.
تبدأ عملية القطاف في كانون الأول، حين يصعد العمال إلى أشجار الصنوبر ويسقطون الأكواز عبر عصي طويلة، وهي عملية خطرة، إذ قد يصل ارتفاع الأشجار إلى ما يزيد على عشرة أمتار.
بعد جمع أكواز الصنوبر تترك عادةً على أسطح المنازل وتتعرض لأشعة الشمس والهواء لتجف ثم تستخرج منها حبات الصنوبر عبر آلات تسمى «كسارة الصنوبر».

## المعلومات الغذائية
يحتوي كل كوب من الصنوبر (135غ) بحسب وزارة الزراعة الأميركية على المعلومات الغذائية التالية:
- السعرات الحرارية: 909
- الدهون: 92.30
- الدهون المشبعة: 6.61
- الكاربوهيدرات: 17.66
- الألياف: 5
- البروتينات: 18.48
- الكولسترول: 0

## التصنيف

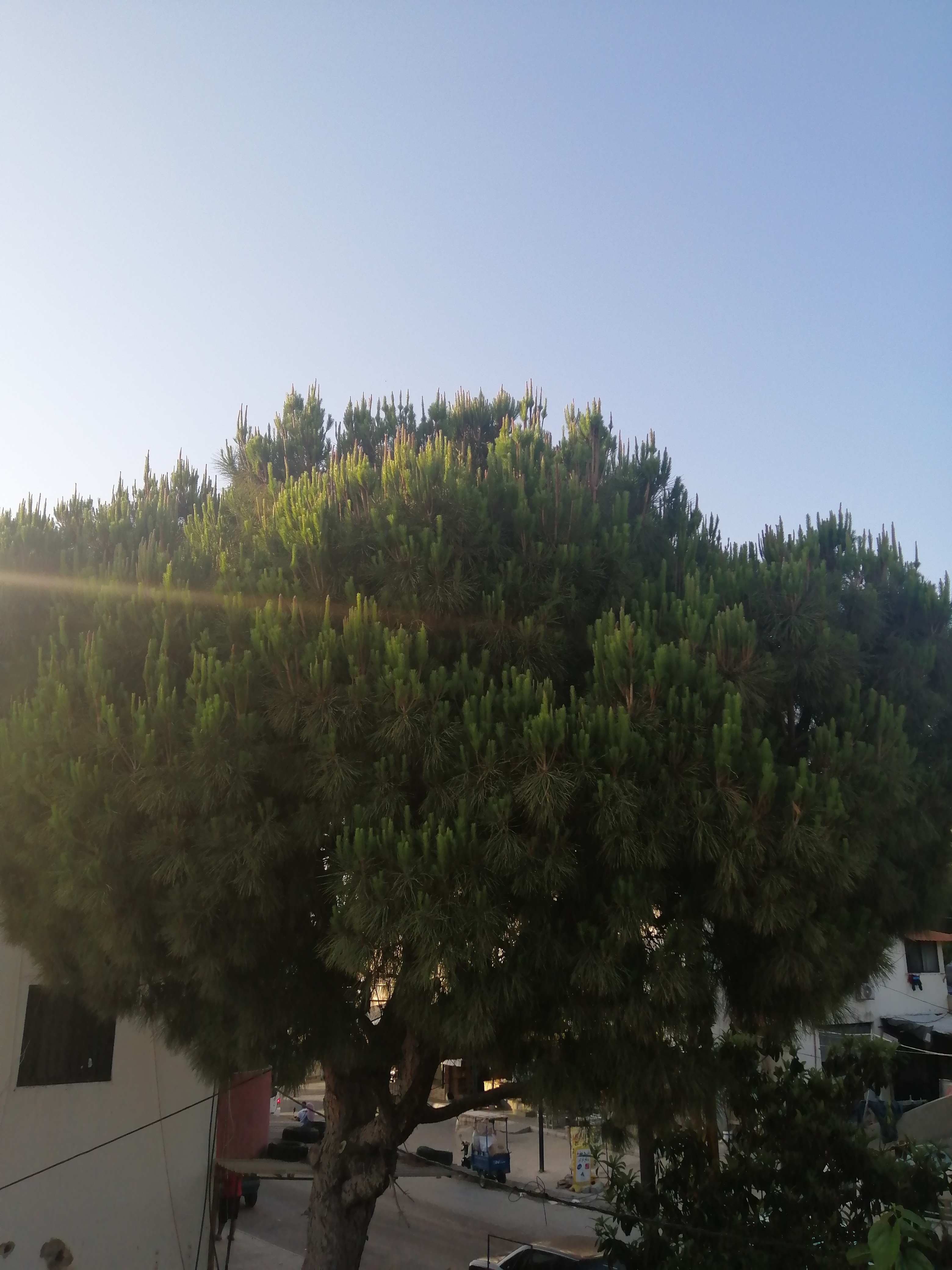
الجزء العلوي من شجرة الصنوبر

هناك عشرات الأنواع من الصنوبر نذكر منها في الوطن العربي:
- الصنوبر الحلبي: يتألف من خشب طري أبيض مصفر ومن خشب قلب بني محمر، ويحتوي خشب الصنوبر على أقنية راتنجية تفرز مادة الراتنج في جذع الشجرة ويقدر الإنتاج الوسطي للشجرة حوالي 3 كغ في السنة، إن الجذوع المتعرجة تعطي أخشاباً لاستعمالات النجارة العادية والصناديق وفي صناعة عجينة الورق بعد إزالة الراتنج. أما الجذوع المستقيمة فإن أخشابها تستعمل في أعمدة الهاتف والكهرباء وفي النجارة وفي صناعة عجينة الورق.
- صنوبر بروتي: إن خشب صنوبر بروتيا قاس وثقيل نسبياً ويستعمل في النجارة وأعمدة الهاتف والكهرباء وفي الصناديق وصناعة عجينة الورق بعد إزالة المادة الراتنجية. ويتميز خشب صنوبر بروتيا عن خشب الصنوبر الحلبي بأن حلقات النمو السنوية تكون متميزة تماماً، يعطي صنوبر بروتيا كمية من الراتنج أقل من الصنوبر الحلبي إذ يقدر إنتاج الشجرة من الراتنج في السنة بحوالي 1.5-2 كغ.
- كما أنه هناك نوع ثالث ينتشر في الصين خصوصًا وعلى جبل هوانغشان (وهو منطقة سياحية معروفة كثيرًا في الصين) وتسمى تلك الاشجار بـ ينغكهسونغ. وتعنى صنوبر استقبال الضيوف وهي الشجرة المشهورة في الصين إلى درجة ان قاعة الشعب الكبرى في بكين تتزين بصورتها. هناك نوع اخر في نفس الجبل يتفرع عند جذعه إلى شجرتين ويطلقون عليه اسم تونغشينسونغ وتعنى صنوبر القلب الواحد وشجرة صنوبر تشينغليوسونغ تعني صنوبر الحبيبين أو شجرة صنوبر فنغهوانغسونغ وتعني العنقاء لأن شكلها يشبه طائر العنقاء الأسطوري.
- الصنوبر الثمري: يوجد عدة ضروب للصنوبر الثمري بعضها متوفر في السوق المحلية باسم الصنوبر الثمري التركي والصنوبر الثمري الصيني والصنوبر الثمري البلدي.

## البيئة

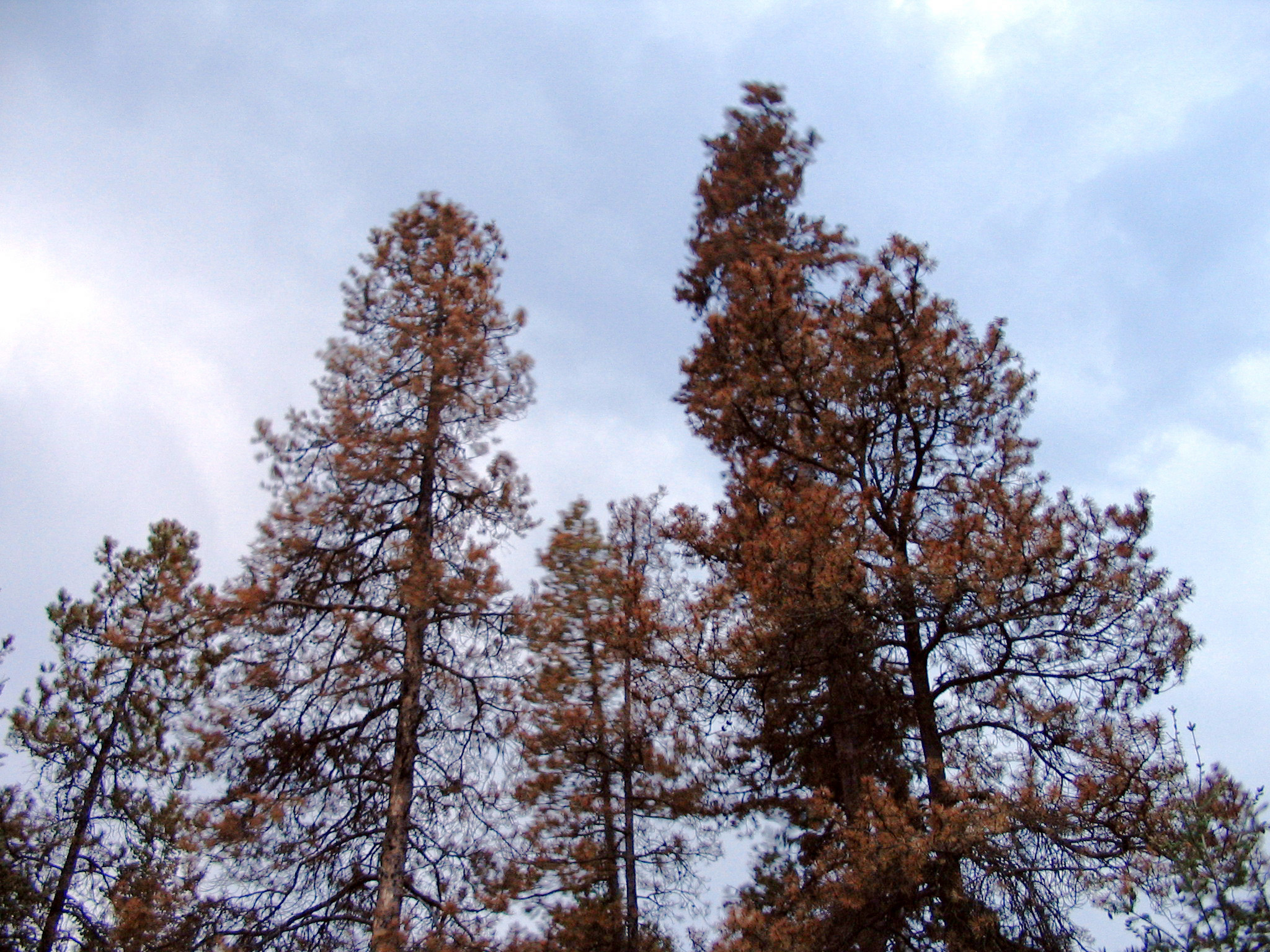
Mountain pine beetles killed these Lodgepole Pines in برينس جورج (كولومبيا البريطانية).

الصنوبر سهل الزراعة لا يحتاج إلى متطلبات بيئية كثيرة كما أنه يمنع انجراف التربة ويقاوم التصحر. والصنوبر الثمري عمومًا مرن من ناحية المتطلبات البيئية فهو أليف للضوء والحرارة ويتحمل الأراضي الجافة نسبياً ويفضل الصنوبر المناطق الرطبة وشبه الرطبة، ويمكن أن يعيش في الطابق نصف الجاف كما يمكنه أن يتحمل درجات حرارة صغرى مطلقة قد تصل إلى - 20 درجة مئوية ودرجات حرارة عظمى مطلقة أعلى من 40 درجة مئوية، معدل الأمطار السنوي أكثر من / 400/ مم ينتشر في المناطق السهلية وحتى ارتفاع /1300 / م عن سطح البحر لكن يجود عند الارتفاع / 300/ متر. لا يبال بدرجة حموضة التربة PH=4-9 يتحمل حتى 50% من الكلس الكلي و15% من الكلس الفعال في التربة لذا يعتبر من الأنواع النافرة للكلس، يتحمل الأراضي الجافة والمحجرة ولا يتحمل الأتربة المالحة.
تنقع البذور لمدة 24 ساعة في الماء بدرجة حرارة (4 - 5) درجة مئوية ثم تزرع في الكيس الحاوي على خلطة ترابية بالنسب التالية (1:1:1) رمل تراب _ سماد وذلك خلال أشهر الخريف وتبقى الشتلة في المشتل مدة عام كامل ثم تنقل بعدها إلى الأرض الدائمة ليتم تحريجها في المكان المناسب. تبدأ غراس الصنوبر بالحمل التبشيري عندما يصل عمرها حوالي (12- 15) سنة وتصل إلى ذروة حملها بعمر من (40-50) سنة.تبلغ كمية البذور التي يمكن الحصول عليها بالهكتار الواحد وسطياً 300 كغ ويمكن أن تعطي أكثر من ذلك تبعاً للظروف البيئية للشجرة وعمر الشجرة وأعمال الخدمة... إلخ. علماً أن شجرة الصنوبر الثمري تحمل سنوياً أي لا تتصف بالمقاومة ولكن تختلف كمية إنتاجها من البذور من عام إلى آخر.

## الاستعمالات

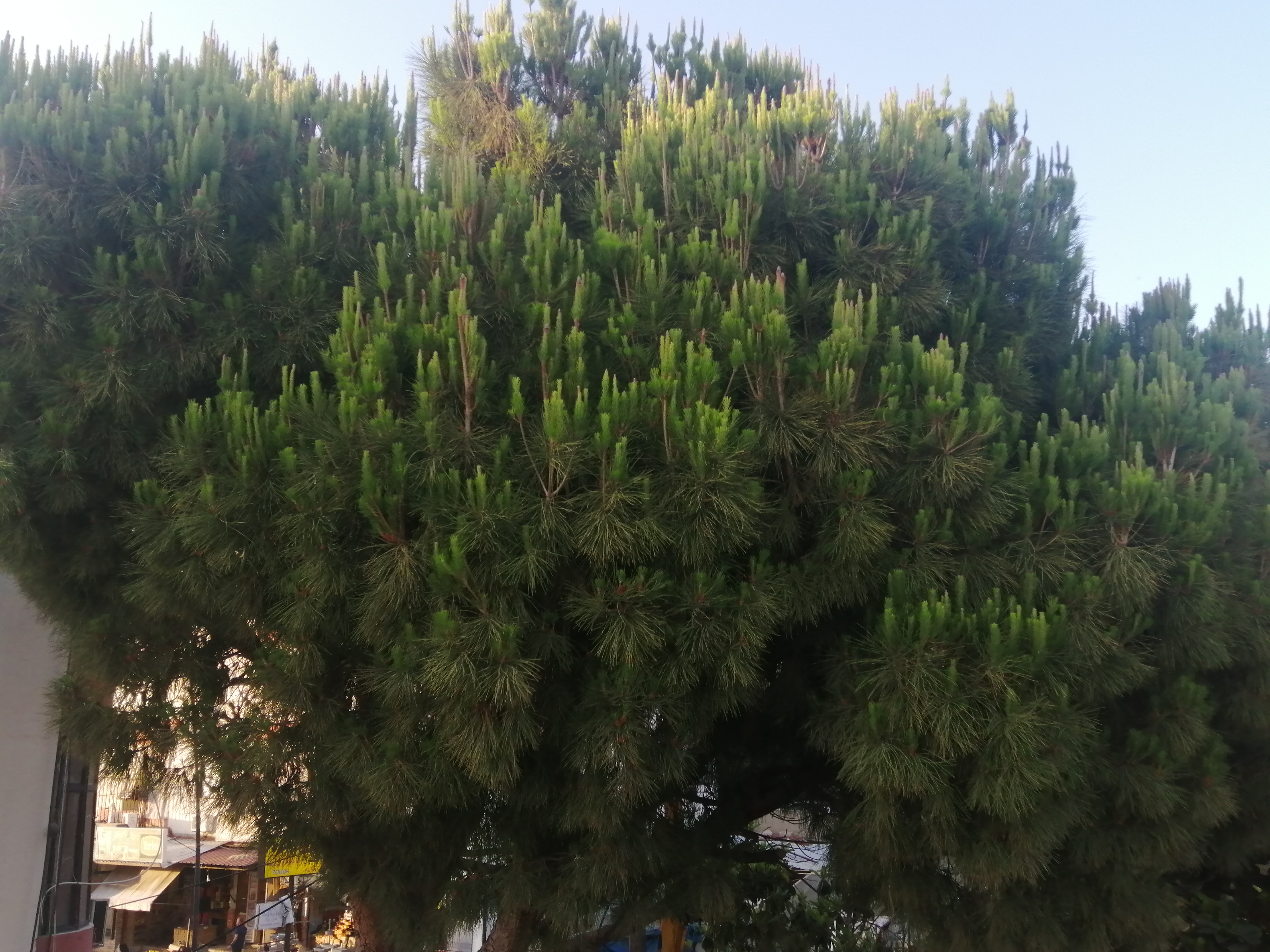
شجرة الصنوبر

هي شجرة دائمة الخضرة تحوي جذورها وسوقها على مادة راتنجية زيتية (فعند جرح ساق هذه الأشجار ينساب منها سائل عطري زيتي عند تقطيره ينفصل عنه الراتنج المعروف بالقلفونية ويبقى الزيت المعروف بزيت التربنتين حيث يستعمل هذان المكونان في الصناعة والطب) وللصنوبر فائدة طبية لا تخفى على أحد حيث أنه يوصف لأمراض الصدر، مكافح للسعال، يؤخذ منقوع براعم شجره بنسبة 25-40 غ في ليتر ماء ثلاث ساعات ويشرب ضد الرشوحات المستعصية والنزلات الصدرية عامة، وكل علل مجاري التنفس كما أن زيت التربنتين يستعمل في الصناعات وفي الطب مطهراً ومحمراً للجلد ويستعمل موضعياً في طب الأسنان لوقف النزيف بعد قلع الأضراس، كما يستعمل لتسكين المغص وطرد الديدان.
كما أن له فائدة غذائية حيث أن القدماء كانوا يستخرجون من الصنوبر دقيقاً لصنع الخبز ويعتصر من بذوره زيتًا وتستخرج منه أنواع كثيرة مثل الراتنج والتربنتين والقطران النباتي، تصنع من الصنوبر حلويات لذيذة ويشترك مع غيره من المكسرات في صناعة الحلويات، ويدخل في صنع عدد من المأكولات كتوابل ومزين لها ومطيب لنكهتها وطعمها.

## دورة حياة الصنوبر
الصنوبر نبات أحادي المسكن فتوجد المخاريط المذكرة والمؤنثة منفصلة على نفس النبات ويتم التلقيح حيث تنقل حبوب اللقاح من أكياس اللقاح
إلى البويضات.
بعد استقرار حبة اللقاح على نقطة اللقاح اللزجة ثم تدخل خلال فتحة النقير إلى النيوسلية وتنقسم خلية حبة اللقاح إلى خليتين تمثلان النبات المشيجي
المذكر وخلية ثالثة هي الخلية الأنثريدية (التي تكون بعد ذلك خلية عنقية وأخرى جسدية) وخلية رابعة هي الخلية الأنبوبية.
تستطيل الخلية الأنبوبية داخل النيوسلية لتعطي أنبوبية اللقاح(pollen tube)، وتكمن حبة اللقاح عند هذه المرحلة فترة ثم تعاود نشاطها.
تكون الخلية الجسدية قد انقسمت مكونة خليتين ذكريتين تنتقل أنويتها في أنبوبة اللقاح فتتحد إحدى النواتين الذكريتين مع نواة البويضة
لتكون نواة اللاقحة (2 ن) التي تكون انقساماتها جنيناً جرثومياً صغيراً عبارة عن سويقة تحت فلقية في طرفها جذير وفي طرفها الأخر ريشة محاطة
بعدد كبير من الفلقات.
يظل الجزء المتبقي من النبات المشيجي المؤنث محيطاً بالجنين ليكون الأندوسبرم ويتصلب الغلاف البويضي مكوناً غلاف البذرة الذي يلتصق به جناح
رقيق يساعد على انتشارها بواسطةالرياح.
عند إنبات البراعم الزهرية لها جذير يخترق التربة وتستطيل السويقة تحت الفلقية وتحمل الفلقات والريشة فوق سطح التربة، أي أن الإنبات هوائي
في الصنوبر ثم تتحول البادرة تدريجياً إلى شجرة غير محدودة النمو.